# عبدی نیشابوری
مولانا عبدی نیشابوری از خوشنویسان و نستعلیق‌نویسان و شاعران بزرگ قرن دهم هجری است. او در اوایل سلطنت شاه تهماسب اول صفوی بهترین خطاط سلطنتی محسوب می‌شده است.
نام اصلی او عبدالله است و نام پدرش حسن است. او به ملا عبدی قلندر نیز شهرت دارد چرا که امیرعلی‌شیر نوایی او را چنین خوانده و خود نیز با این نسبت رقم دارد.
عبدی نیشابوری از خوشنویسان ملازم دربار شاه تهماسب صفوی بود که ظاهراً در دربار شاه اسماعیل نیز به امر کتابت اشتغال داشته و به همین مناسبت «شاهی» رقم می‌کرده است. هرچند بسیاری از منابع قدیمی خط کتابت عبدی را ستوده و او را کاتبی بی‌بدل خوانده‌اند، اما در خط مشق و جلی نیز آثار شیوائی دارد.
مولانا عبدی از شاگردان سلطان‌علی مشهدی بود. همچنین او عمو و استاد شاه‌محمود نیشابوری ملقب به زرین قلم خوشنویس بزرگ دربار شاه طهماسب بود.

## آثار
برخی از آثار او عبارتند از: 
- «دیوان» شعر؛
- یک نسخه «حال‌نامهٔ»عارفی، به قلم کتابت خوش، با رقم: «تمّت... علی یدالضعیف عبدی نیشابوری»؛
- دو قطعه از مرقع شاه اسماعیل، به قلم دودانگ و نیم دودانگ و کتابت خفی خوش، با رقم‌های: «مشقه... عبدی‌بن حسن قلندر ۹۹۶»
- آثار مختلف دیگر که در کتاب «احوال و آثار خوشنویسان» به آنها اشاره شده است.